# Автомат Хорна
Автомат Хорна (также встречается наименование Grossfuss Sturmgewehr по названию фабрики-производителя) — экспериментальный автомат калибра 7,92, разработанный Куртом Отто Хорном, одним из создателей пулемёта MG-42, по оригинальной схеме с газовым торможением полусвободного затвора. Автомат создавался в начале 1945 года в условиях развала промышленности нацистской Германии и задумывался как максимально простое, дешевое и технологичное оружие, пригодное к массовому производству на невоенных предприятиях.

## История создания
Конструктором нового оружия стал один из создателей пулемёта MG-42 Курт Отто Хорн, работник фирмы «Гроссфусс» (Großfuß). Тактико-технические требованию к новому образцу оружия были выдвинуты Ведомством Вооружения следующие:
```
Принцип запирания: свободный затвор (Massenverschluss).
Положение затвора во взведённом состоянии: в переднем положении.
Магазин: от автокарабина МКв-42 (Н).
Темп стрельбы: примерно 500 выстр./мин.
Одиночный и непрерывный огонь.
Масса — 4 кг.
Длина ствола и общая длина как у автокарабина МКв-42 (Н)
[
1
]
.
```

Автомат был выпущен небольшой экспериментальной партией в начале 1945 года, на вооружение в войска поступить не успел. 9 автоматов были взяты в качестве трофеев советскими войсками — 5 на Куммерсдорфском полигоне и 4 найдены с боевыми повреждениями трофейными командами, что говорит об ограниченном боевом использовании опытного оружия. Единственный сохранившийся экземпляр находится в российском Военно-историческом музее артиллерии, инженерных войск и войск связи в Санкт-Петербурге.
Сам конструктор оружия, Курт Хорн, вместе с рядом прочих немецких специалистов, был вывезен в Советский Союз, где работал на Ижевском машиностроительном заводе с 1946 по 1952 годы.

## Конструкция

### Общее устройство
Конструкция автомата Хорна рассчитана на максимальную технологичность в производстве — изготовления на станках требовали только ствол и боевая личинка. Остальные детали производились штамповкой, либо использовали распространённые винты, оси и шпильки.
Схема действия — отдача полусвободного затвора с газовым торможением.
Ударно-спусковой механизм — куркового типа, курок — вращающийся. Позволяет вести одиночный и непрерывный огонь, а также имеет специальное устройство противоотскока затвора, фиксирующее его в момент выстрела в переднем положении.
Магазины на 30 патронов используются от StG-44.
Прицел — постоянный, открытый.
Приклад и пистолетная рукоятка сделаны из 30-мм доски, характерной визуальной особенностью автомата является большая предохранительная скоба, видимо, сделанная для удобства стрельбы в рукавицах или перчатках.
Рукоятка взведения затвора — двухсторонняя, симметричная, удобная как для правшей, так и для левшей.

### Устройство автоматики
Канал ствола запирается полусвободным затвором, который в момент своего движения назад от действия силы отдачи газов тормозится давлением газов на затвор в противоположном направлении действию этой силы. Принцип торможения затвора давлением газов и конструктивное его оформление в автомате Хорна является новым и, с этой точки зрения, весьма интересен (по немецкой терминологии Gasdruckverschluss — запирание давлением газов). В момент выстрела — после того, как пуля пройдёт газоотводное отверстие в пульном входе патронника, давление газов передаётся через поршень на затвор. Таким образом, действию силы отдачи газов на затвор назад противодействует силе действия газов на затвор через поршень вперёд. Однако, вследствие того, что сила отдачи газов больше, чем сила действия поршня на затвор в сумме с другими силами сопротивления, затвор отходит назад. В результате этого затвор преодолевает движение поршня, заставляя последний опуститься вниз. Как только верхняя площадка «а» поршня опустится до уровня поверхности «б» затвора, затвор выйдет из зацепления с поршнем. Однако действие поршня на затворе не прекратится, а только значительно уменьшается, так как вместо передачи давления газов поршнем на затвор посредством упора, последний будет тормозиться давлением газов за счёт силы трения между площадкой «а» поршня и поверхностью затвора «б». После спада давления в канале ствола, пружина поршня удерживает последний внизу, для того, чтобы затвор при накате не задевал за него. При возвращении затвора в переднее положение, последний задевает за головку поршня и поднимает его в исходное положение.

### Отличия от схемы Барнитцке
Автомат Хорна использует схему газового торможения затвора, чем вызывает ассоциации с подобным принципом, реализованным в конструкциях Барнитцке — в частности, в самозарядном карабине Volkssturmgewehr 1-5. Однако между двумя схемами существуют существенные различия и конструктивно, и в аспекте эффективности: Хорн реализовал торможение относительно лёгкого затвора отводом пороховых газов из пульного входа патронника, в то время как Барнитцке разместил отверстия для отвода части пороховых газов существенно дальше к дульному срезу — на расстоянии 310 мм от казённого среза патронника. Схема Хорна имела существенные преимущества перед схемой Барнитцке, так как её эффективность торможения затвора составляла 75 % против 34 %, что позволяло сделать затвор существенно более лёгким — 0,8-0,9 кг против 1,4 кг у карабина Барнитцке.

## Результаты испытаний

### Проверка на безотказность
Испытания трофейных автоматов Хорна проводились советскими специалистами в обычных и затруднённых (густосмазанные и охлаждённые детали автоматики, нагретые до 60 градусов патроны, запыление деталей автоматики и патронов) условиях. В общей сложности были произведено 1900 выстрелов, при этом оружие не дало ни одной задержки.

### Отстрел на кучность
Проверка на кучность проводилась стрельбой с упора из положения лёжа одиночными выстрелами. Автомат Хорна показал вполне сравнимые с StG-44 результаты: на дальности в 100 метров кучность составила 5,3 см, на дистанции 300 метров — 21,5 см, 600 м — 48,5 см.

### Недостатки
Несмотря на хорошие боевые и эксплуатационные характеристики, советские испытатели отметили и ряд недостатков автомата Хорна:
- большие поперечные габариты оружия, неудобный центр тяжести
- симметричная рукоятка взведения затвора мешает бойцу при переползании
- взводить затвор лёжа неудобно из-за вынесенной далеко вперёд рукояти затвора
- тонкий и короткий приклад не давал достаточно хорошей прикладистости
- крепление приклада к ствольной коробке было слабой, из-за чего приклад вибрировал
- защёлка магазина часто заедала при его отсоединении
- переводчик огня размещался с левой стороны, что мешало при ведении прицельного огня